# Łużycki Oddział Straży Granicznej
Łużycki Oddział Straży Granicznej – zlikwidowany oddział Straży Granicznej pełniący służbę na granicy z Republiką Federalną Niemiec i Republiką Czeską.

## Formowanie i zmiany organizacyjne
7 maja 1991 Komendant Główny Straży Granicznej płk prof. dr hab. Marek Lisiecki wydał Zarządzenie nr 021 na mocy którego 16 maja 1991 rozwiązano Łużycką Brygadę Wojsk Ochrony Pogranicza w Lubaniu. Jednocześnie na mocy tego zarządzenia został utworzony Łużycki Oddział Straży Granicznej w Lubaniu według etatu nr 44/09 o stanie osobowym 1807 funkcjonariuszy i 88 pracowników urzędów państwowych. Łużycki Oddział SG swoją siedzibę miał w Lubaniu. Od północy Łużycki Oddział Straży Granicznej sąsiadował z Nadodrzańskim Oddziałem Straży Granicznej z siedzibą w Krośnie Odrzańskim, natomiast od wschodu z Sudeckim Oddziałem Straży Granicznej z siedzibą w Kłodzku.
7 maja 1991 Komendant Główny Straży Granicznej płk prof. dr hab. Marek Lisiecki wydał Zarządzenie nr 021 na mocy którego 16 maja 1991 rozwiązano Ośrodek Szkolenia Sportowego WOP w Szklarskiej Porębie. Jednocześnie na mocy tego zarządzenia został utworzony Ośrodek Szkolenia Sportowego SG w Szklarskiej Porębie według etatu nr 44/023 o stanie osobowym 8 funkcjonariuszy i 3 pracowników urzędów państwowych.
Decyzją nr 61 Komendanta Głównego Straży Granicznej z 1 października 1993 nadano Łużyckiemu Oddziałowi Straży Granicznej w Lubaniu Śląskim sztandar. Ceremonia wręczenia sztandaru miała miejsce 6 listopada 1993.
Siedziba komendy Oddziału mieściła się w zabytkowych koszarach, które powstały pod koniec XIX wieku. Ich budowę prowadzono w latach 1897–1898. Do II wojny światowej, z przerwą w latach 1924–1935, stacjonowały tu oddziały piechoty. Po wojnie stacjonowali tu żołnierze Wojska Polskiego oraz Wojsk Ochrony Pogranicza.

## Ochrona granicy
Opis ochrony granicy przez Łużycki Oddział Straży Granicznej płk. SG Zbigniewa Wieczorka z lat 90. XX w."
[...] Ukończyłem Akademię Sztabu Generalnego, przemianowaną w trakcie moich studiów na Akademię Obrony Narodowej, zostałem oficerem kierunkowym, potem naczelnikiem Wydziału Granicznego i Wydziału Operacyno-Śledczego w Łużyckim Oddziale Straży Granicznej. Na początku lat 90. poprzedniego stulecia zaczęło się... Granica przestała być spokojna. Przemyt towarów i ludzi, wojny gangów, siłowe przełamania granicy... Więcej czasu spędziłem na służbie, w terenie, niż z żoną w domu! Ale nie narzekałem i nie narzekam – czułem, że moje miejsce jest właśnie tam... Robiłem to, co kochałem! Służba trwała praktycznie bez przerwy. Działo się tak wiele, że w każdej chwili musiałem być gotowy do reakcji. Pościgi, zasadzki, kontrole, walka z gangami narkotykowymi i samochodowymi... Wtedy na naszym odcinku granicy południowej i zachodniej działo się naprawdę bardzo wiele, także w Szklarskiej Porębie, choć nie stanowiła ona centrum przestępczości zorganizowanej. Rocznie zatrzymywaliśmy na całej naszej granicy nawet 11 tysięcy ludzi,... Z czasem sytuacja zaczęła się uspokajać, a Straż Graniczna otrzymała uprawnienia do działań także w głębi kraju. Służbę zakończyłem  na stanowisku zastępcy komendanta Łużyckiego Oddziału Straży Granicznej.

### Zasięg terytorialny
W terytorialnym zasięgu działania oddziału, terenowymi organami Straży Granicznej byli komendant oddziału, komendanci strażnic i granicznych placówek kontrolnych, a po reorganizacji w 2004 roku komendant oddziału i komendanci placówek.
Łużycki Oddział Straży Granicznej ochraniał odcinek granicy państwowej na południu i zachodzie Polski, od rejonu Chełmska Śląskiego, przez Trójstyk na styku granic Polski, Czech i Niemiec, do rejonu Bielawy Dolnej. Część zachodnia przebiegała od  znaku granicznego nr 1 do znaku granicznego nr 185 – styk z Lubuskim OSG. Część południowa, od znaku granicznego nr IV/121 do znaku granicznego nr III/238 – styk z Sudeckim OSG.
Na dzień 12 stycznia 2002 zasięg terytorialny oddziału obejmował wchodzące w skład województwa dolnośląskiego powiaty: bolesławiecki, górowski, głogowski, jaworski, karkonoski, kamiennogórski, legnicki, lubański, lubiński, lwówecki, polkowicki, wołowski, zgorzelecki, złotoryjski oraz miasta na prawach powiatu: Jelenia Góra i Legnica.
1 czerwca 2009 terytorialny zasięg działania Łużyckiego Oddziału Straży Granicznej został zmniejszony. Południowa część zasięgu działania (z wyjątkiem powiatu lubańskiego i powiatu lwóweckiego) została przekazana dla Sudeckiego Oddziału Straży Granicznej, natomiast część zachodnia – dla Nadodrzańskiego Oddziału Straży Granicznej.
31 grudnia 2009 Łużycki Oddział Straży Granicznej został zlikwidowany, a pozostały rejon działania został przekazany dla Sudeckiego Oddziału Straży Granicznej.

## Struktura organizacyjna
W 1991 Łużyckiemu Oddziałowi Straży Granicznej podlegały:
- Strażnica SG w Chełmsku Śląskim
- Strażnica SG w Lubawce
- Strażnica SG w Niedamirowie
- Strażnica SG w Granicznych Budach
- Strażnica SG na Śnieżce
- Strażnica SG na Przesiece
- Strażnica SG w Szklarskiej Porębie
- Strażnica SG w Jakuszycach
- Strażnica SG w Świeradowie-Zdroju
- Strażnica SG w Pobiednej
- Strażnica SG e Miłoszowie
- Strażnica SG w Zawidowie
- Strażnica SG w Lutogniewicach
- Strażnica SG w Bogatyni
- Strażnica SG w Porajowie
- Strażnica SG w Bratkowie
- Strażnica SG w Radomierzycach
- Strażnica SG w Zgorzelcu
- Strażnica SG w Pieńsku
- Strażnica SG w Bielawie Dolnej
- Graniczna Placówka Kontrolna SG w Lubawce
- Graniczna Placówka Kontrolna SG w Jakuszycach
- Graniczna Placówka Kontrolna SG w Zawidowie
- Graniczna Placówka Kontrolna SG w Sieniawce
- Graniczna Placówka Kontrolna SG w Zgorzelcu.

Od 2003 funkcjonowanie Łużyckiego Oddziału Straży Granicznej regulowało Zarządzenie nr 45 Komendanta Głównego Straży Granicznej z dnia 21 października 2003 w sprawie nadania regulaminu organizacyjnego Komendzie Łużyckiego Oddziału Straży Granicznej w Lubaniu (Dz. Urz. KG SG Nr 8, poz. 51, z 2005 Nr 5, poz. 28, z 2007 Nr 1, poz. 2 i Nr 2, poz. 21) zmienione zarządzeniem nr 70 z 30 września 2009.
24 sierpnia 2005 w miejsce dotychczas funkcjonujących strażnic oraz granicznych placówek kontrolnych utworzono placówki Straży Granicznej. Funkcjonariusze i pracownicy pełniący służbę i zatrudnieni w strażnicach oraz granicznych placówkach kontrolnych Straży Granicznej stali się odpowiednio funkcjonariuszami i pracownikami placówek Straży Granicznej.
Placówki Łużyckiego Oddziału Straży Granicznej:
- Placówka Straży Granicznej w Zgorzelcu
- Placówka Straży Granicznej w Bogatyni do 30 czerwca 2009[a]
- Placówka Straży Granicznej w Czerniawie-Zdroju do 30 listopada 2008
- Placówka Straży Granicznej w Zawidowie do 30 listopada 2008
- Placówka Straży Granicznej w Lubaniu od 1 grudnia 2008[b]
- Placówka Straży Granicznej w Kowarach do 14 kwietnia 2008[c]
- Placówka Straży Granicznej w Szklarskiej Porębie do 30 czerwca 2009
- Placówka Straży Granicznej w Lubawce do 30 czerwca 2009
- Placówka Straży Granicznej w Jeleniej Górze od 1 lipca 2009[d].

## Wydarzenia
- 1992 – otrzymano na wyposażenie samochody Land Rover Defender I, skutery śnieżne, z czasem czterokołowce. To była nowa, wyższa jakość po UAZ 469 oraz skuterach śnieżnych Buran, które spalały dużą ilość paliwa i były awaryjne. Nowe skutery Scandic były szybkie, zwrotne i wygodniejsze. Samochody UAZ 469 stopniowo były sprzedawane, tylko Stary 266 eksploatowane były do końca 2006[11].

## Komendanci Łużyckiego OSG
- płk SG Lechosław Durowicz (1991–1992)
- płk SG Bronisław Iwanowski (1992–1998)
- płk SG Lech Jewtuszko (1998–2004)
- płk SG Jan Toma (2004–2006)
- płk SG Grzegorz Budny[12] (2006–2009).